# Hours – Wettlauf gegen die Zeit
Hours – Wettlauf gegen die Zeit (Originaltitel: Hours) ist ein US-amerikanisches Filmdrama von Regisseur Eric Heisserer mit Paul Walker in der Hauptrolle. Der Film spielt im Jahr 2005, während der Hurrikan Katrina wütet. Kinostart in den USA war der 13. Dezember 2013; in Deutschland kam die DVD bereits am 29. November 2013 auf den Markt.

## Handlung
Nolan liefert seine schwangere Frau Abigail in ein Krankenhaus in New Orleans ein. Sie stirbt bei der Geburt und hinterlässt das neugeborene Kind – ein Mädchen. Dieses wurde fünf Wochen zu früh geboren und muss deshalb an ein Beatmungsgerät angeschlossen werden. Draußen aber wird der Hurrikan Katrina immer stärker und das Krankenhaus wird evakuiert. Nolan bleibt alleine mit seiner Tochter zurück, da das Beatmungsgerät nicht transportabel ist.
Er sucht in der Kantine nach Essen, wo er einem Koch begegnet. Dieser ist auf dem Weg in ein nahegelegenes Krankenhaus, das nicht vom Hurrikan betroffen ist und gibt Nolan Kleingeld für die Snack-Automaten und ein bisschen Wurst.  Durch die im Keller eindringenden Wassermassen droht der Strom auszufallen, und so sucht Nolan nach einer Batterie für das Beatmungsgerät. Zwar wird er fündig, aber angeschlossen an das Gerät stellt sich heraus, dass dieses jeweils durch manuelles Kurbeln alle drei Minuten neu aufgeladen werden muss.
Eine Krankenschwester ist ebenfalls noch im Krankenhaus, aber auf dem Weg nach draußen. Sie verspricht, Hilfe zu holen. Die Batterie lässt allmählich nach und speichert immer weniger Energie beim Kurbeln. Dadurch wird jedes Tun Nolans, um sein Baby zu retten, zu einem immer knapperen Wettlauf mit der Zeit. Nolan kommt auf die Idee, nach Funkgeräten zu suchen und darüber einen Hilferuf zu senden. Vor dem Krankenhaus steht ein Krankenwagen. Darin versucht er, über Funk auf sich aufmerksam zu machen, stattdessen hört er aber nur eine automatische Durchsage. Die Batterie für das Beatmungsgerät lädt mittlerweile nur noch unter zwei Minuten. Bald hört Nolan einen Hubschrauber die Stadt überfliegen und rennt hoch aufs Dach. Rettungskräfte sehen ihn und fliegen auf ihn zu. Rebellen aber schießen auf den Hubschrauber, und so fliegt dieser wieder davon.
Nolan entdeckt einen in einem Seil verhedderten Rettungshund, den er befreit und Sherlock nennt. Er gibt diesem die Wurst, die er vom Koch bekommen hat. Ein Plünderer kommt vorbei und stiehlt Nolan seine restlichen Essensvorräte. Nolan entdeckt, dass der Plünderer die Krankenschwester niedergestreckt hat, die wiedergekommen war, um zu helfen. Am Abend kommen zwei weitere Plünderer. Nolan hört bei einem Gespräch zwischen den beiden, dass sie jeden umbringen wollen, dem sie begegnen. Er überwältigt zunächst einen der beiden, nimmt dessen Waffe und erschießt dann den zweiten.
Nach über 40 Stunden bricht die Kurbel des Ladegerätes und der geschwächte Nolan macht bei seinem Kind eine Mund-zu-Mund-Beatmung. Als er die Sirenen von Krankenwagen hört, bricht er kurz darauf erschöpft zusammen. Von Rettungskräften werden die beiden dann gefunden. Als das Baby zu weinen beginnt, wird es Nolan in die Arme gelegt.

## Hintergrund
Das Krankenhaus im Film ist tatsächlich ein Krankenhaus in New Orleans, das wegen des Hurrikans überflutet wurde und geschlossen werden musste.
Der Film feierte seine Premiere am 12. März 2013 auf dem SXSW Film Festival.
Der Synchronsprecher von Paul Walker ist wie bei den meisten anderen Filmen David Nathan.

## Rezeption
„An ingeniously simple setup is cunningly exploited for maximum suspense.“